# Jardim Dom José
Jardim Dom José é um bairro localizado na zona sul da cidade de São Paulo, situado no distrito do Capão Redondo. É administrado pela Subprefeitura de Campo Limpo.
Jd. Dom José, é um bairro que faz divisa com dois municípios, de um lado é o bairro na parte de São Paulo SP na região de Capão Redondo, do outro o bairro se localiza em Embu das Artes SP na região de Jardim Santo Eduardo.
O Bairro fica próximo a bairros e lugares conhecidos na região como:
- Valo Velho

- Parque Fernanda

- Jardim Santo Eduardo (Embu das Artes)

- Estr. de Itapecerica (no Capão Redondo- São Paulo SP)

- Estrada Itapecerica a Campo Limpo (Embu/Santo Eduardo)

- Campo Limpo

- UNASP (Centro Universitário Adventista de São Paulo, no Capão)

O Bairro do Jardim Dom José, é muito constituído por ''Nordestinos'', e o bairro é meio que privilegiado em relação a comércios, a diversos comércios ao seu redor. Isso acontece porque o bairro está no limite entre dois municípios, São Paulo de um lado, Embu das Artes do outro, então assim os moradores do bairro tem fácil acesso ao dois centros comerciais conhecidos na região que é o Jardim Santo Eduardo (Com vários comércios em geral, Agencias Bancarias, as Casas Bahia, a Boticário, A Hering entre diversos comércios em geral no bairro localizados na via : Estrada Itapecerica a Campo Limpo, no Município de Embu das Artes).
Outro principal centro comercial muito conhecido na região é o  Valo Velho, localizado já em São Paulo na Estrada de Itapecerica, Capão Redondo (Com vários comércios em geral também igual o Santo Eduardo, com o Hipermercado Extra conhecido na região, as lojas Casas Bahia, e a Pernambucanas).
Além do bairro ser privilegiado com relação aos comércios, o bairro também tem as linhas de ônibus do bairro Dom José, que liga a Santo Amaro, ao Terminal Capelinha, e ao metrô da Região que é a Estação Capão Redondo do Metrô, sendo as seguintes linhas:
* 6044 Jd. Dom José - Terminal Santo Amaro (Via UNASP, Metrô Capão, Ponte João Dias e até Jardim Santo Eduardo - Divisa de Embu)
* 6826 Jd. Dom José - Terminal Capelinha (Via Cohab Adventista, Metrô Capão Redondo, e até Jardim Santo Eduardo)
e também o bairro como faz parte também de Embu das Artes tem as linhas da EMTU TRO, que passam e atendem o bairro Dom José como:
*TRO 193 Embu Jd. Santa Tereza Via Dom José/Sto.Eduardo -Terminal Metrô Capão Redondo
*TRO 484 Embu Jd. da Luz via Jd.Santo Eduardo/Dom J. - Terminal Metrô Capão Redondo
*TRO 527 Embu Jd. Vista Alegre via Dom José/Jardim Santo Eduardo - Term. Metrô Capão Redondo
O Bairro Jardim Dom José, também é muito conhecido na região pelas diversas Escolinhas de Futebol que tem no bairro, uma delas é a Pequeninos do Dom José (Associação Jd. Dom José), localizada no Largo do Dom José , enfrente a mais recém inaugurada e conhecida na região também Padaria Belas Artes (Um Segundo ponto de referência do bairro sendo o primeiro a pracinha do ponto final das peruas do Dom, na Rua Andorinha Pequena)